# إديرث أورتيغا
إديرث ألبرتو أورتيغا ألاتوري (بالإسبانية: Edyairth Alberto Ortega Alatorre)‏ (مواليد 23 يناير 1997) هو لاعب كرة قدم مكسيكي محترف يلعب كلاعب خط وسط لنادي أطلس.